# Station Świdnik Miasto
Station Świdnik Miasto is een spoorwegstation in de Poolse plaats Świdnik.